# Wereldbeker mountainbike 2016
De Wereldbeker mountainbike 2016 werd gehouden van april tot en met september 2016. Mountainbikers streden in de disciplines crosscountry en downhill.
De crosscountry-evenementen bestonden uit zes onderdelen, gehouden van eind april tot en met begin september. Er werden vier manches in Europa gehouden, één in Noord-Amerika en één in Oceanië. De wedstrijden in het downhill stonden van begin april tot begin september op het programma, en bestonden uit zeven manches.

## Crosscountry

### Mannen

#### Kalender en podia
| Nr. | Datum      | Locatie          | Eerste         | Tweede          | Derde              | Leider in het klassement |
| --- | ---------- | ---------------- | -------------- | --------------- | ------------------ | ------------------------ |
| 1.  | 24/04/2016 | Cairns           | Nino Schurter  | Maxime Marotte  | Julien Absalon     | Nino Schurter            |
| 2.  | 22/05/2016 | Albstadt         | Nino Schurter  | Julien Absalon  | Maxime Marotte     | Nino Schurter            |
| 3.  | 29/05/2016 | La Bresse        | Julien Absalon | Maxime Marotte  | Victor Koretzky    | Nino Schurter            |
| 4.  | 10/07/2016 | Lenzerheide      | Nino Schurter  | Julien Absalon  | Maxime Marotte     | Nino Schurter            |
| 5.  | 07/08/2016 | Mont-Sainte-Anne | Julien Absalon | Victor Koretzky | Matthias Flückiger | Julien Absalon           |
| 6.  | 04/09/2016 | Vallnord         | Julien Absalon | Ondřej Cink     | Pablo Rodríguez    | Julien Absalon           |

### Vrouwen

#### Kalender en podia
| Nr. | Datum      | Locatie          | Eerste            | Tweede            | Derde             | Leidster in het klassement |
| --- | ---------- | ---------------- | ----------------- | ----------------- | ----------------- | -------------------------- |
| 1.  | 24/04/2016 | Cairns           | Annika Langvad    | Linda Indergand   | Rebecca Henderson | Annika Langvad             |
| 2.  | 22/05/2016 | Albstadt         | Annika Langvad    | Jenny Rissveds    | Catharine Pendrel | Annika Langvad             |
| 3.  | 29/05/2016 | La Bresse        | Jolanda Neff      | Catharine Pendrel | Emily Batty       | Annika Langvad             |
| 4.  | 10/07/2016 | Lenzerheide      | Jenny Rissveds    | Annika Langvad    | Jolanda Neff      | Annika Langvad             |
| 5.  | 07/08/2016 | Mont-Sainte-Anne | Catharine Pendrel | Gunn-Rita Dahle   | Emily Batty       | Annika Langvad             |
| 6.  | 04/09/2016 | Vallnord         | Jolanda Neff      | Gunn-Rita Dahle   | Catharine Pendrel | Catharine Pendrel          |

## Downhill

### Mannen

#### Kalender en podia
| Nr. | Datum      | Locatie          | Eerste       | Tweede        | Derde          | Leider in het klassement |
| --- | ---------- | ---------------- | ------------ | ------------- | -------------- | ------------------------ |
| 1.  | 10/04/2016 | Lourdes          | Aaron Gwin   | Steve Smith   | Danny Hart     | Aaron Gwin               |
| 2.  | 23/04/2016 | Cairns           | Loïc Bruni   | Troy Brosnan  | Michael Hannah | Aaron Gwin               |
| 3.  | 05/06/2016 | Fort Williams    | Greg Minnaar | Aaron Gwin    | Danny Hart     | Aaron Gwin               |
| 4.  | 12/06/2016 | Leogang          | Aaron Gwin   | Loris Vergier | Troy Brosnan   | Aaron Gwin               |
| 5.  | 09/07/2016 | Lenzerheide      | Danny Hart   | Aaron Gwin    | Greg Minnaar   | Aaron Gwin               |
| 6.  | 06/08/2016 | Mont-Sainte-Anne | Danny Hart   | Aaron Gwin    | Loïc Bruni     | Aaron Gwin               |
| 7.  | 03/09/2016 | Vallnord         | Danny Hart   | Greg Minnaar  | Loïc Bruni     | Aaron Gwin               |

### Vrouwen

#### Kalender en podia
| Nr. | Datum      | Locatie          | Eerste          | Tweede          | Derde           | Leidster in het klassement |
| --- | ---------- | ---------------- | --------------- | --------------- | --------------- | -------------------------- |
| 1.  | 10/04/2016 | Lourdes          | Rachel Atherton | Tahnée Seagrave | Manon Carpenter | Rachel Atherton            |
| 2.  | 23/04/2016 | Cairns           | Rachel Atherton | Tracey Hannah   | Manon Carpenter | Rachel Atherton            |
| 3.  | 05/06/2016 | Fort William     | Rachel Atherton | Tracey Hannah   | Manon Carpenter | Rachel Atherton            |
| 4.  | 12/06/2016 | Leogang          | Rachel Atherton | Tahnée Seagrave | Miranda Miller  | Rachel Atherton            |
| 5.  | 09/07/2016 | Lenzerheide      | Rachel Atherton | Tahnée Seagrave | Myriam Nicole   | Rachel Atherton            |
| 6.  | 06/08/2016 | Mont-Sainte-Anne | Rachel Atherton | Tracey Hannah   | Tahnée Seagrave | Rachel Atherton            |
| 7.  | 03/09/2016 | Vallnord         | Rachel Atherton | Tracey Hannah   | Myriam Nicole   | Rachel Atherton            |

1991 · 
1992 · 
1993 · 
1994 · 
1995 · 
1996 · 
1997 · 
1998 · 
1999 · 
2000 · 
2001 · 
2002 · 
2003 · 
2004 · 
2005 · 
2006 · 
2007 · 
2008 · 
2009 · 
2010 · 
2011 · 
2012 · 
2013 · 
2014 · 
2015 · 
2016 · 
2017 · 
2018 · 
2019 · 
2020 · 
2021 · 
2022 · 
2023 · 
2024 · 
2025